# Eletti alla Camera dei deputati nelle elezioni politiche italiane del 1968
Questo elenco riporta i nomi dei deputati della V legislatura della Repubblica Italiana dopo le elezioni politiche del 1968.
| Collegio                                      | Lista                                            | Eletto                          |
| --------------------------------------------- | ------------------------------------------------ | ------------------------------- |
| Torino - Novara - Vercelli                    | Democrazia Cristiana                             | Oscar Luigi Scalfaro            |
| Torino - Novara - Vercelli                    | Democrazia Cristiana                             | Giulio Pastore                  |
| Torino - Novara - Vercelli                    | Democrazia Cristiana                             | Emanuela Savio                  |
| Torino - Novara - Vercelli                    | Democrazia Cristiana                             | Gian Aldo Arnaud                |
| Torino - Novara - Vercelli                    | Democrazia Cristiana                             | Giuseppe Botta                  |
| Torino - Novara - Vercelli                    | Democrazia Cristiana                             | Carlo Donat-Cattin              |
| Torino - Novara - Vercelli                    | Democrazia Cristiana                             | Carlo Stella                    |
| Torino - Novara - Vercelli                    | Democrazia Cristiana                             | Aurelio Curti                   |
| Torino - Novara - Vercelli                    | Democrazia Cristiana                             | Dante Graziosi                  |
| Torino - Novara - Vercelli                    | Democrazia Cristiana                             | Alessandro Giordano             |
| Torino - Novara - Vercelli                    | Democrazia Cristiana                             | Guido Bodrato                   |
| Torino - Novara - Vercelli                    | Partito Comunista Italiano                       | Gian Carlo Pajetta              |
| Torino - Novara - Vercelli                    | Partito Comunista Italiano                       | Vito Damico                     |
| Torino - Novara - Vercelli                    | Partito Comunista Italiano                       | Alberto Todros                  |
| Torino - Novara - Vercelli                    | Partito Comunista Italiano                       | Egidio Sulotto                  |
| Torino - Novara - Vercelli                    | Partito Comunista Italiano                       | Giorgina Arian Levi             |
| Torino - Novara - Vercelli                    | Partito Comunista Italiano                       | Ugo Spagnoli                    |
| Torino - Novara - Vercelli                    | Partito Comunista Italiano                       | Elvo Tempia Valenta             |
| Torino - Novara - Vercelli                    | Partito Comunista Italiano                       | Pasquale Maulini                |
| Torino - Novara - Vercelli                    | Partito Comunista Italiano                       | Eraldo Gastone                  |
| Torino - Novara - Vercelli                    | Partito Comunista Italiano                       | Piergiorgio Allera              |
| Torino - Novara - Vercelli                    | PSI-PSDI Unificati                               | Franco Nicolazzi                |
| Torino - Novara - Vercelli                    | PSI-PSDI Unificati                               | Terenzio Magliano               |
| Torino - Novara - Vercelli                    | PSI-PSDI Unificati                               | Cornelio Masciadri              |
| Torino - Novara - Vercelli                    | PSI-PSDI Unificati                               | Carlo Mussa Ivaldi Vercelli     |
| Torino - Novara - Vercelli                    | PSI-PSDI Unificati                               | Eugenio Scalfari                |
| Torino - Novara - Vercelli                    | Partito Liberale Italiano                        | Giuseppe Alpino                 |
| Torino - Novara - Vercelli                    | Partito Liberale Italiano                        | Vittore Catella                 |
| Torino - Novara - Vercelli                    | Partito Liberale Italiano                        | Enrico Demarchi                 |
| Torino - Novara - Vercelli                    | Partito Socialista Italiano di Unità Proletaria  | Lucio Libertini                 |
| Torino - Novara - Vercelli                    | Partito Socialista Italiano di Unità Proletaria  | Fausto Amodei                   |
| Torino - Novara - Vercelli                    | Movimento Sociale Italiano                       | Tullio Abelli                   |
| Cuneo - Alessandria - Asti                    | Democrazia Cristiana                             | Carlo Baldi                     |
| Cuneo - Alessandria - Asti                    | Democrazia Cristiana                             | Adolfo Sarti                    |
| Cuneo - Alessandria - Asti                    | Democrazia Cristiana                             | Luigi Bima                      |
| Cuneo - Alessandria - Asti                    | Democrazia Cristiana                             | Giovanni Sisto                  |
| Cuneo - Alessandria - Asti                    | Democrazia Cristiana                             | Giovanni Giraudi                |
| Cuneo - Alessandria - Asti                    | Democrazia Cristiana                             | Giuseppe Miroglio               |
| Cuneo - Alessandria - Asti                    | Democrazia Cristiana                             | Giovanni Traversa               |
| Cuneo - Alessandria - Asti                    | Partito Comunista Italiano                       | Luciano Lenti                   |
| Cuneo - Alessandria - Asti                    | Partito Comunista Italiano                       | Isacco Nahoum                   |
| Cuneo - Alessandria - Asti                    | Partito Comunista Italiano                       | Oddino Bo                       |
| Cuneo - Alessandria - Asti                    | PSI-PSDI Unificati                               | Pier Luigi Romita               |
| Cuneo - Alessandria - Asti                    | PSI-PSDI Unificati                               | Antonio Giolitti                |
| Cuneo - Alessandria - Asti                    | PSI-PSDI Unificati                               | Amaele Abbiati                  |
| Cuneo - Alessandria - Asti                    | Partito Liberale Italiano                        | Vittorio Badini Confalonieri    |
| Cuneo - Alessandria - Asti                    | Partito Socialista Italiano di Unità Proletaria  | Giorgio Canestri                |
| Genova - Imperia - La Spezia - Savona         | Democrazia Cristiana                             | Paolo Emilio Taviani            |
| Genova - Imperia - La Spezia - Savona         | Democrazia Cristiana                             | Roberto Lucifredi               |
| Genova - Imperia - La Spezia - Savona         | Democrazia Cristiana                             | Francesco Cattanei              |
| Genova - Imperia - La Spezia - Savona         | Democrazia Cristiana                             | Carlo Russo                     |
| Genova - Imperia - La Spezia - Savona         | Democrazia Cristiana                             | Giovanni Battista Dagnino       |
| Genova - Imperia - La Spezia - Savona         | Democrazia Cristiana                             | Aldo Amadeo                     |
| Genova - Imperia - La Spezia - Savona         | Democrazia Cristiana                             | Ines Boffardi                   |
| Genova - Imperia - La Spezia - Savona         | Democrazia Cristiana                             | Emidio Revelli                  |
| Genova - Imperia - La Spezia - Savona         | Partito Comunista Italiano                       | Agostino Novella                |
| Genova - Imperia - La Spezia - Savona         | Partito Comunista Italiano                       | Alessandro Natta                |
| Genova - Imperia - La Spezia - Savona         | Partito Comunista Italiano                       | Giuseppe Amasio                 |
| Genova - Imperia - La Spezia - Savona         | Partito Comunista Italiano                       | Luigi Napolitano                |
| Genova - Imperia - La Spezia - Savona         | Partito Comunista Italiano                       | Giuseppe D'Alema                |
| Genova - Imperia - La Spezia - Savona         | Partito Comunista Italiano                       | Sergio Ceravolo                 |
| Genova - Imperia - La Spezia - Savona         | Partito Comunista Italiano                       | Giuseppe Fasoli                 |
| Genova - Imperia - La Spezia - Savona         | PSI-PSDI Unificati                               | Sandro Pertini                  |
| Genova - Imperia - La Spezia - Savona         | PSI-PSDI Unificati                               | Giuseppe Macchiavelli           |
| Genova - Imperia - La Spezia - Savona         | PSI-PSDI Unificati                               | Alberto Bemporad                |
| Genova - Imperia - La Spezia - Savona         | PSI-PSDI Unificati                               | Ermido Santi                    |
| Genova - Imperia - La Spezia - Savona         | Partito Liberale Italiano                        | Luigi Durand De La Penne        |
| Genova - Imperia - La Spezia - Savona         | Partito Liberale Italiano                        | Alfredo Biondi                  |
| Genova - Imperia - La Spezia - Savona         | Partito Socialista Italiano di Unità Proletaria  | Ezequiel Stefano Carrara Sutour |
| Milano - Pavia                                | Democrazia Cristiana                             | Vittorino Colombo               |
| Milano - Pavia                                | Democrazia Cristiana                             | Pierantonino Berté              |
| Milano - Pavia                                | Democrazia Cristiana                             | Edoardo Origlia                 |
| Milano - Pavia                                | Democrazia Cristiana                             | Luigi Granelli                  |
| Milano - Pavia                                | Democrazia Cristiana                             | Ettore Calvi                    |
| Milano - Pavia                                | Democrazia Cristiana                             | Fortunato Bianchi               |
| Milano - Pavia                                | Democrazia Cristiana                             | Francesco Verga                 |
| Milano - Pavia                                | Democrazia Cristiana                             | Giovanni Andreoni               |
| Milano - Pavia                                | Democrazia Cristiana                             | Tarcisio Longoni                |
| Milano - Pavia                                | Democrazia Cristiana                             | Egidio Carenini                 |
| Milano - Pavia                                | Democrazia Cristiana                             | Giannina Cattaneo Petrini       |
| Milano - Pavia                                | Democrazia Cristiana                             | Carlo Sangalli                  |
| Milano - Pavia                                | Democrazia Cristiana                             | Virginio Rognoni                |
| Milano - Pavia                                | Democrazia Cristiana                             | Desiderio Maggioni              |
| Milano - Pavia                                | Democrazia Cristiana                             | Pietro Valeggiani               |
| Milano - Pavia                                | Democrazia Cristiana                             | Mario Beccaria                  |
| Milano - Pavia                                | Democrazia Cristiana                             | Mario Vaghi                     |
| Milano - Pavia                                | Partito Comunista Italiano                       | Luigi Longo                     |
| Milano - Pavia                                | Partito Comunista Italiano                       | Edgardo Alboni                  |
| Milano - Pavia                                | Partito Comunista Italiano                       | Daniele Mattalia                |
| Milano - Pavia                                | Partito Comunista Italiano                       | Alberto Malagugini              |
| Milano - Pavia                                | Partito Comunista Italiano                       | Renato Cebrelli                 |
| Milano - Pavia                                | Partito Comunista Italiano                       | Davide Lajolo                   |
| Milano - Pavia                                | Partito Comunista Italiano                       | Pietro Ludovico Vergani         |
| Milano - Pavia                                | Partito Comunista Italiano                       | Giuseppina Re                   |
| Milano - Pavia                                | Partito Comunista Italiano                       | Mauro Santoni                   |
| Milano - Pavia                                | Partito Comunista Italiano                       | Giuseppe Sacchi                 |
| Milano - Pavia                                | Partito Comunista Italiano                       | Gianfranco Rossinovich          |
| Milano - Pavia                                | Partito Comunista Italiano                       | Carlo Olmini                    |
| Milano - Pavia                                | Partito Comunista Italiano                       | Silvio Leonardi                 |
| Milano - Pavia                                | PSI-PSDI Unificati                               | Pietro Nenni                    |
| Milano - Pavia                                | PSI-PSDI Unificati                               | Bettino Craxi                   |
| Milano - Pavia                                | PSI-PSDI Unificati                               | Roberto Tremelloni              |
| Milano - Pavia                                | PSI-PSDI Unificati                               | Renato Massari                  |
| Milano - Pavia                                | PSI-PSDI Unificati                               | Giovanni Mosca                  |
| Milano - Pavia                                | PSI-PSDI Unificati                               | Giulio Polotti                  |
| Milano - Pavia                                | PSI-PSDI Unificati                               | Riccardo Lombardi               |
| Milano - Pavia                                | PSI-PSDI Unificati                               | Michele Achilli                 |
| Milano - Pavia                                | Partito Liberale Italiano                        | Giovanni Malagodi               |
| Milano - Pavia                                | Partito Liberale Italiano                        | Antonio Baslini                 |
| Milano - Pavia                                | Partito Liberale Italiano                        | Alberto Giomo                   |
| Milano - Pavia                                | Partito Liberale Italiano                        | Luigi Barzini                   |
| Milano - Pavia                                | Partito Socialista Italiano di Unità Proletaria  | Lelio Basso                     |
| Milano - Pavia                                | Partito Socialista Italiano di Unità Proletaria  | Walter Alini                    |
| Milano - Pavia                                | Movimento Sociale Italiano                       | Francesco Servello              |
| Milano - Pavia                                | Movimento Sociale Italiano                       | Nicola Romeo                    |
| Milano - Pavia                                | Partito Repubblicano Italiano                    | Pietro Bucalossi                |
| Como - Sondrio - Varese                       | Democrazia Cristiana                             | Luigi Michele Galli             |
| Como - Sondrio - Varese                       | Democrazia Cristiana                             | Giuseppe Zamberletti            |
| Como - Sondrio - Varese                       | Democrazia Cristiana                             | Pierino Azimonti                |
| Como - Sondrio - Varese                       | Democrazia Cristiana                             | Aristide Marchetti              |
| Como - Sondrio - Varese                       | Democrazia Cristiana                             | Luigi Borghi                    |
| Como - Sondrio - Varese                       | Democrazia Cristiana                             | Vittorio Calvetti               |
| Como - Sondrio - Varese                       | Democrazia Cristiana                             | Eugenio Tarabini                |
| Como - Sondrio - Varese                       | Democrazia Cristiana                             | Ubaldo De Ponti                 |
| Como - Sondrio - Varese                       | Democrazia Cristiana                             | Arnaldo Racchetti               |
| Como - Sondrio - Varese                       | PSI-PSDI Unificati                               | Cesare Bensi                    |
| Como - Sondrio - Varese                       | PSI-PSDI Unificati                               | Franco Zappa                    |
| Como - Sondrio - Varese                       | PSI-PSDI Unificati                               | Libero Della Briotta            |
| Como - Sondrio - Varese                       | Partito Comunista Italiano                       | Ugo Bartesaghi                  |
| Como - Sondrio - Varese                       | Partito Comunista Italiano                       | Ezio Battistella                |
| Como - Sondrio - Varese                       | Partito Comunista Italiano                       | Vincenzo Corghi                 |
| Como - Sondrio - Varese                       | Partito Liberale Italiano                        | Pietro Serrentino               |
| Como - Sondrio - Varese                       | Partito Socialista Italiano di Unità Proletaria  | Renzo Pigni                     |
| Brescia - Bergamo                             | Democrazia Cristiana                             | Giovanni Battista Scaglia       |
| Brescia - Bergamo                             | Democrazia Cristiana                             | Mario Pedini                    |
| Brescia - Bergamo                             | Democrazia Cristiana                             | Leandro Rampa                   |
| Brescia - Bergamo                             | Democrazia Cristiana                             | Nullo Biaggi                    |
| Brescia - Bergamo                             | Democrazia Cristiana                             | Franco Salvi                    |
| Brescia - Bergamo                             | Democrazia Cristiana                             | Filippo Maria Pandolfi          |
| Brescia - Bergamo                             | Democrazia Cristiana                             | Salvatore Angelo Gitti          |
| Brescia - Bergamo                             | Democrazia Cristiana                             | Cesare Allegri                  |
| Brescia - Bergamo                             | Democrazia Cristiana                             | Michele Capra                   |
| Brescia - Bergamo                             | Democrazia Cristiana                             | Pietro Padula                   |
| Brescia - Bergamo                             | Democrazia Cristiana                             | Angelo Castelli                 |
| Brescia - Bergamo                             | Democrazia Cristiana                             | Rodolfo Vicentini               |
| Brescia - Bergamo                             | Partito Comunista Italiano                       | Adelio Terraroli                |
| Brescia - Bergamo                             | Partito Comunista Italiano                       | Eliseo Milani                   |
| Brescia - Bergamo                             | Partito Comunista Italiano                       | Vittorio Orilia                 |
| Brescia - Bergamo                             | PSI-PSDI Unificati                               | Gianni Savoldi                  |
| Brescia - Bergamo                             | PSI-PSDI Unificati                               | Egidio Ariosto                  |
| Brescia - Bergamo                             | PSI-PSDI Unificati                               | Bruno Corti                     |
| Brescia - Bergamo                             | Partito Socialista Italiano di Unità Proletaria  | Luigi Passoni                   |
| Brescia - Bergamo                             | Partito Liberale Italiano                        | Fausto Samuele Quilleri         |
| Mantova - Cremona                             | Democrazia Cristiana                             | Ferdinando Truzzi               |
| Mantova - Cremona                             | Democrazia Cristiana                             | Amos Zanibelli                  |
| Mantova - Cremona                             | Democrazia Cristiana                             | Narciso Franco Patrini          |
| Mantova - Cremona                             | Democrazia Cristiana                             | Cesare Baroni                   |
| Mantova - Cremona                             | Partito Comunista Italiano                       | Renato Sandri                   |
| Mantova - Cremona                             | Partito Comunista Italiano                       | Mario Bardelli                  |
| Mantova - Cremona                             | Partito Comunista Italiano                       | Antonio Caruso                  |
| Mantova - Cremona                             | PSI-PSDI Unificati                               | Gianni Usvardi                  |
| Mantova - Cremona                             | PSI-PSDI Unificati                               | Renzo Zaffanella                |
| Trento - Bolzano                              | Democrazia Cristiana                             | Flaminio Piccoli                |
| Trento - Bolzano                              | Democrazia Cristiana                             | Renzo Helfer                    |
| Trento - Bolzano                              | Democrazia Cristiana                             | Ferruccio Pisoni                |
| Trento - Bolzano                              | Democrazia Cristiana                             | Maurizio Monti                  |
| Trento - Bolzano                              | Partito Popolare Sudtirolese                     | Karl Mitterdorfer               |
| Trento - Bolzano                              | Partito Popolare Sudtirolese                     | Roland Riz                      |
| Trento - Bolzano                              | Partito Popolare Sudtirolese                     | Johann Dietl                    |
| Trento - Bolzano                              | PSI-PSDI Unificati                               | Renato Ballardini               |
| Trento - Bolzano                              | Partito Comunista Italiano                       | Carlo Scotoni                   |
| Verona - Padova - Vicenza - Rovigo            | Democrazia Cristiana                             | Mariano Rumor                   |
| Verona - Padova - Vicenza - Rovigo            | Democrazia Cristiana                             | Antonio Bisaglia                |
| Verona - Padova - Vicenza - Rovigo            | Democrazia Cristiana                             | Luigi Gui                       |
| Verona - Padova - Vicenza - Rovigo            | Democrazia Cristiana                             | Guido Gonella                   |
| Verona - Padova - Vicenza - Rovigo            | Democrazia Cristiana                             | Enzo Erminero                   |
| Verona - Padova - Vicenza - Rovigo            | Democrazia Cristiana                             | Luigi Girardin                  |
| Verona - Padova - Vicenza - Rovigo            | Democrazia Cristiana                             | Roberto Prearo                  |
| Verona - Padova - Vicenza - Rovigo            | Democrazia Cristiana                             | Ferdinando Storchi              |
| Verona - Padova - Vicenza - Rovigo            | Democrazia Cristiana                             | Alessandro Canestrari           |
| Verona - Padova - Vicenza - Rovigo            | Democrazia Cristiana                             | Renato Corà                     |
| Verona - Padova - Vicenza - Rovigo            | Democrazia Cristiana                             | Valentino Perdonà               |
| Verona - Padova - Vicenza - Rovigo            | Democrazia Cristiana                             | Michelangelo Dall'Armellina     |
| Verona - Padova - Vicenza - Rovigo            | Democrazia Cristiana                             | Giuseppe Romanato               |
| Verona - Padova - Vicenza - Rovigo            | Democrazia Cristiana                             | Carlo Fracanzani                |
| Verona - Padova - Vicenza - Rovigo            | Democrazia Cristiana                             | Amalia Miotti Carli             |
| Verona - Padova - Vicenza - Rovigo            | Democrazia Cristiana                             | Giuseppe Balasso                |
| Verona - Padova - Vicenza - Rovigo            | Democrazia Cristiana                             | Matteo Fornale                  |
| Verona - Padova - Vicenza - Rovigo            | Partito Comunista Italiano                       | Franco Busetto                  |
| Verona - Padova - Vicenza - Rovigo            | Partito Comunista Italiano                       | Giancarlo Morelli               |
| Verona - Padova - Vicenza - Rovigo            | Partito Comunista Italiano                       | Sergio Pellizzari               |
| Verona - Padova - Vicenza - Rovigo            | Partito Comunista Italiano                       | Mario Adriano Lavagnoli         |
| Verona - Padova - Vicenza - Rovigo            | PSI-PSDI Unificati                               | Luigi Bertoldi                  |
| Verona - Padova - Vicenza - Rovigo            | PSI-PSDI Unificati                               | Primo Silvestri                 |
| Verona - Padova - Vicenza - Rovigo            | PSI-PSDI Unificati                               | Giorgio Guerrini                |
| Verona - Padova - Vicenza - Rovigo            | PSI-PSDI Unificati                               | Alfredo Baldani Guerra          |
| Verona - Padova - Vicenza - Rovigo            | Partito Liberale Italiano                        | Vittorio Emanuele Marzotto      |
| Verona - Padova - Vicenza - Rovigo            | Partito Socialista Italiano di Unità Proletaria  | Domenico Ceravolo               |
| Verona - Padova - Vicenza - Rovigo            | Movimento Sociale Italiano                       | Franco Franchi                  |
| Venezia - Treviso                             | Democrazia Cristiana                             | Mario Ferrari Aggradi           |
| Venezia - Treviso                             | Democrazia Cristiana                             | Tina Anselmi                    |
| Venezia - Treviso                             | Democrazia Cristiana                             | Primo Schiavon                  |
| Venezia - Treviso                             | Democrazia Cristiana                             | Francesco Fabbri                |
| Venezia - Treviso                             | Democrazia Cristiana                             | Costante Degan                  |
| Venezia - Treviso                             | Democrazia Cristiana                             | Anselmo Boldrin                 |
| Venezia - Treviso                             | Democrazia Cristiana                             | Dino De Poli                    |
| Venezia - Treviso                             | Democrazia Cristiana                             | Domenico Sartor                 |
| Venezia - Treviso                             | Democrazia Cristiana                             | Nerino Cavallari                |
| Venezia - Treviso                             | Partito Comunista Italiano                       | Gianmario Vianello              |
| Venezia - Treviso                             | Partito Comunista Italiano                       | Ivone Chinello                  |
| Venezia - Treviso                             | Partito Comunista Italiano                       | Elio Fregonese                  |
| Venezia - Treviso                             | Partito Comunista Italiano                       | Renato Ballarin                 |
| Venezia - Treviso                             | PSI-PSDI Unificati                               | Matteo Matteotti                |
| Venezia - Treviso                             | PSI-PSDI Unificati                               | Alessandro Reggiani             |
| Venezia - Treviso                             | PSI-PSDI Unificati                               | Dino Moro                       |
| Venezia - Treviso                             | Partito Socialista Italiano di Unità Proletaria  | Lucio Mario Luzzatto            |
| Venezia - Treviso                             | Partito Liberale Italiano                        | Massimo Alesi                   |
| Udine - Belluno - Gorizia - Pordenone         | Democrazia Cristiana                             | Arnaldo Armani                  |
| Udine - Belluno - Gorizia - Pordenone         | Democrazia Cristiana                             | Mario Toros                     |
| Udine - Belluno - Gorizia - Pordenone         | Democrazia Cristiana                             | Piergiorgio Bressani            |
| Udine - Belluno - Gorizia - Pordenone         | Democrazia Cristiana                             | Leandro Fusaro                  |
| Udine - Belluno - Gorizia - Pordenone         | Democrazia Cristiana                             | Arnaldo Colleselli              |
| Udine - Belluno - Gorizia - Pordenone         | Democrazia Cristiana                             | Mario Fioret                    |
| Udine - Belluno - Gorizia - Pordenone         | Democrazia Cristiana                             | Mario Marocco                   |
| Udine - Belluno - Gorizia - Pordenone         | PSI-PSDI Unificati                               | Guido Ceccherini                |
| Udine - Belluno - Gorizia - Pordenone         | PSI-PSDI Unificati                               | Loris Fortuna                   |
| Udine - Belluno - Gorizia - Pordenone         | PSI-PSDI Unificati                               | Bruno Lepre                     |
| Udine - Belluno - Gorizia - Pordenone         | Partito Comunista Italiano                       | Mario Lizzero                   |
| Udine - Belluno - Gorizia - Pordenone         | Partito Comunista Italiano                       | Antonino Scaini                 |
| Udine - Belluno - Gorizia - Pordenone         | Partito Comunista Italiano                       | Giovanni Bortot                 |
| Udine - Belluno - Gorizia - Pordenone         | Partito Socialista Italiano di Unità Proletaria  | Giorgio Granzotto               |
| Udine - Belluno - Gorizia - Pordenone         | Partito Liberale Italiano                        | Carlo Protti                    |
| Bologna - Ferrara - Ravenna - Forlì           | Partito Comunista Italiano                       | Arrigo Boldrini                 |
| Bologna - Ferrara - Ravenna - Forlì           | Partito Comunista Italiano                       | Giancarlo Ferri                 |
| Bologna - Ferrara - Ravenna - Forlì           | Partito Comunista Italiano                       | Giuseppe Venturoli              |
| Bologna - Ferrara - Ravenna - Forlì           | Partito Comunista Italiano                       | Francesco Loperfido             |
| Bologna - Ferrara - Ravenna - Forlì           | Partito Comunista Italiano                       | Veraldo Vespignani              |
| Bologna - Ferrara - Ravenna - Forlì           | Partito Comunista Italiano                       | Giuliano Pajetta                |
| Bologna - Ferrara - Ravenna - Forlì           | Partito Comunista Italiano                       | Luciano Lama                    |
| Bologna - Ferrara - Ravenna - Forlì           | Partito Comunista Italiano                       | Renato Degli Esposti            |
| Bologna - Ferrara - Ravenna - Forlì           | Partito Comunista Italiano                       | Walter Sabadini                 |
| Bologna - Ferrara - Ravenna - Forlì           | Partito Comunista Italiano                       | Nives Gessi                     |
| Bologna - Ferrara - Ravenna - Forlì           | Partito Comunista Italiano                       | Sergio Flamigni                 |
| Bologna - Ferrara - Ravenna - Forlì           | Partito Comunista Italiano                       | Nicola Pagliarani               |
| Bologna - Ferrara - Ravenna - Forlì           | Democrazia Cristiana                             | Angelo Salizzoni                |
| Bologna - Ferrara - Ravenna - Forlì           | Democrazia Cristiana                             | Giovanni Elkan                  |
| Bologna - Ferrara - Ravenna - Forlì           | Democrazia Cristiana                             | Benigno Zaccagnini              |
| Bologna - Ferrara - Ravenna - Forlì           | Democrazia Cristiana                             | Giovanni Bersani                |
| Bologna - Ferrara - Ravenna - Forlì           | Democrazia Cristiana                             | Nino Cristofori                 |
| Bologna - Ferrara - Ravenna - Forlì           | Democrazia Cristiana                             | Gino Mattarelli                 |
| Bologna - Ferrara - Ravenna - Forlì           | PSI-PSDI Unificati                               | Luigi Preti                     |
| Bologna - Ferrara - Ravenna - Forlì           | PSI-PSDI Unificati                               | Anselmo Martoni                 |
| Bologna - Ferrara - Ravenna - Forlì           | PSI-PSDI Unificati                               | Venerio Cattani                 |
| Bologna - Ferrara - Ravenna - Forlì           | PSI-PSDI Unificati                               | Stefano Servadei                |
| Bologna - Ferrara - Ravenna - Forlì           | Partito Repubblicano Italiano                    | Oddo Biasini                    |
| Bologna - Ferrara - Ravenna - Forlì           | Partito Socialista Italiano di Unità Proletaria  | Francesco Lami                  |
| Bologna - Ferrara - Ravenna - Forlì           | Partito Liberale Italiano                        | Agostino Bignardi               |
| Parma - Modena - Piacenza - Reggio Emilia     | Partito Comunista Italiano                       | Leonilde Iotti                  |
| Parma - Modena - Piacenza - Reggio Emilia     | Partito Comunista Italiano                       | Renato Finelli                  |
| Parma - Modena - Piacenza - Reggio Emilia     | Partito Comunista Italiano                       | Luigi Tagliaferri               |
| Parma - Modena - Piacenza - Reggio Emilia     | Partito Comunista Italiano                       | Renato Ognibene                 |
| Parma - Modena - Piacenza - Reggio Emilia     | Partito Comunista Italiano                       | Luciana Sgarbi Bompani          |
| Parma - Modena - Piacenza - Reggio Emilia     | Partito Comunista Italiano                       | Dante Gorreri                   |
| Parma - Modena - Piacenza - Reggio Emilia     | Partito Comunista Italiano                       | Alcide Vecchi                   |
| Parma - Modena - Piacenza - Reggio Emilia     | Partito Comunista Italiano                       | Decimo Martelli                 |
| Parma - Modena - Piacenza - Reggio Emilia     | Partito Comunista Italiano                       | Carmen Paola Zanti Tondi        |
| Parma - Modena - Piacenza - Reggio Emilia     | Democrazia Cristiana                             | Carlo Ceruti                    |
| Parma - Modena - Piacenza - Reggio Emilia     | Democrazia Cristiana                             | Carlo Buzzi                     |
| Parma - Modena - Piacenza - Reggio Emilia     | Democrazia Cristiana                             | Vittorino Carra                 |
| Parma - Modena - Piacenza - Reggio Emilia     | Democrazia Cristiana                             | Dario Mengozzi                  |
| Parma - Modena - Piacenza - Reggio Emilia     | Democrazia Cristiana                             | Pietro Micheli                  |
| Parma - Modena - Piacenza - Reggio Emilia     | Democrazia Cristiana                             | Attilio Bartole                 |
| Parma - Modena - Piacenza - Reggio Emilia     | PSI-PSDI Unificati                               | Giuseppe Amadei                 |
| Parma - Modena - Piacenza - Reggio Emilia     | PSI-PSDI Unificati                               | Maria Vittoria Mezza            |
| Parma - Modena - Piacenza - Reggio Emilia     | PSI-PSDI Unificati                               | Attilio Ferrari                 |
| Parma - Modena - Piacenza - Reggio Emilia     | Partito Socialista Italiano di Unità Proletaria  | Umberto Zurlini                 |
| Parma - Modena - Piacenza - Reggio Emilia     | Partito Liberale Italiano                        | Alberto Ferioli                 |
| Firenze - Pistoia                             | Partito Comunista Italiano                       | Carlo Alberto Galluzzi          |
| Firenze - Pistoia                             | Partito Comunista Italiano                       | Spartaco Beragnoli              |
| Firenze - Pistoia                             | Partito Comunista Italiano                       | Roberto Giovannini              |
| Firenze - Pistoia                             | Partito Comunista Italiano                       | Ferruccio Biagini               |
| Firenze - Pistoia                             | Partito Comunista Italiano                       | Giulietta Fibbi                 |
| Firenze - Pistoia                             | Partito Comunista Italiano                       | Marino Raicich                  |
| Firenze - Pistoia                             | Partito Comunista Italiano                       | Roberto Marmugi                 |
| Firenze - Pistoia                             | Partito Comunista Italiano                       | Cesarino Niccolai               |
| Firenze - Pistoia                             | Democrazia Cristiana                             | Giuseppe Vedovato               |
| Firenze - Pistoia                             | Democrazia Cristiana                             | Luigi Caiazza                   |
| Firenze - Pistoia                             | Democrazia Cristiana                             | Edoardo Speranza                |
| Firenze - Pistoia                             | Democrazia Cristiana                             | Gerardo Bianchi                 |
| Firenze - Pistoia                             | Democrazia Cristiana                             | Goffredo Nannini                |
| Firenze - Pistoia                             | PSI-PSDI Unificati                               | Luigi Mariotti                  |
| Firenze - Pistoia                             | PSI-PSDI Unificati                               | Antonio Cariglia                |
| Firenze - Pistoia                             | Partito Liberale Italiano                        | Emilio Pucci di Barsento        |
| Pisa - Livorno - Lucca - Massa Carrara        | Partito Comunista Italiano                       | Aldo Arzilli                    |
| Pisa - Livorno - Lucca - Massa Carrara        | Partito Comunista Italiano                       | Nelusco Giachini                |
| Pisa - Livorno - Lucca - Massa Carrara        | Partito Comunista Italiano                       | Francesco Malfatti              |
| Pisa - Livorno - Lucca - Massa Carrara        | Partito Comunista Italiano                       | Mauro Silvano Lombardi          |
| Pisa - Livorno - Lucca - Massa Carrara        | Partito Comunista Italiano                       | Leonello Raffaelli              |
| Pisa - Livorno - Lucca - Massa Carrara        | Partito Comunista Italiano                       | Marcello Di Puccio              |
| Pisa - Livorno - Lucca - Massa Carrara        | Democrazia Cristiana                             | Maria Eletta Martini            |
| Pisa - Livorno - Lucca - Massa Carrara        | Democrazia Cristiana                             | Loris Biagioni                  |
| Pisa - Livorno - Lucca - Massa Carrara        | Democrazia Cristiana                             | Primo Lucchesi                  |
| Pisa - Livorno - Lucca - Massa Carrara        | Democrazia Cristiana                             | Enzo Meucci                     |
| Pisa - Livorno - Lucca - Massa Carrara        | Democrazia Cristiana                             | Gianfranco Merli                |
| Pisa - Livorno - Lucca - Massa Carrara        | PSI-PSDI Unificati                               | Leonetto Amadei                 |
| Pisa - Livorno - Lucca - Massa Carrara        | PSI-PSDI Unificati                               | Giuseppe Averardi               |
| Pisa - Livorno - Lucca - Massa Carrara        | Partito Socialista Italiano di Unità Proletaria  | Arnaldo Zucchini                |
| Pisa - Livorno - Lucca - Massa Carrara        | Movimento Sociale Italiano                       | Beppe Niccolai                  |
| Siena - Arezzo - Grosseto                     | Partito Comunista Italiano                       | Emilio Sereni                   |
| Siena - Arezzo - Grosseto                     | Partito Comunista Italiano                       | Mauro Tognoni                   |
| Siena - Arezzo - Grosseto                     | Partito Comunista Italiano                       | Emo Bonifazi                    |
| Siena - Arezzo - Grosseto                     | Partito Comunista Italiano                       | Rodolfo Guerrini                |
| Siena - Arezzo - Grosseto                     | Partito Comunista Italiano                       | Ermanno Benocci                 |
| Siena - Arezzo - Grosseto                     | Democrazia Cristiana                             | Brunetto Bucciarelli-Ducci      |
| Siena - Arezzo - Grosseto                     | Democrazia Cristiana                             | Martino Bardotti                |
| Siena - Arezzo - Grosseto                     | Democrazia Cristiana                             | Enea Piccinelli                 |
| Siena - Arezzo - Grosseto                     | PSI-PSDI Unificati                               | Mauro Ferri                     |
| Ancona - Pesaro - Macerata - Ascoli Piceno    | Democrazia Cristiana                             | Danilo De' Cocci                |
| Ancona - Pesaro - Macerata - Ascoli Piceno    | Democrazia Cristiana                             | Arnaldo Forlani                 |
| Ancona - Pesaro - Macerata - Ascoli Piceno    | Democrazia Cristiana                             | Rodolfo Tambroni Armaroli       |
| Ancona - Pesaro - Macerata - Ascoli Piceno    | Democrazia Cristiana                             | Franco Foschi                   |
| Ancona - Pesaro - Macerata - Ascoli Piceno    | Democrazia Cristiana                             | Adriano Ciaffi                  |
| Ancona - Pesaro - Macerata - Ascoli Piceno    | Democrazia Cristiana                             | Albertino Castellucci           |
| Ancona - Pesaro - Macerata - Ascoli Piceno    | Democrazia Cristiana                             | Renato Tozzi Condivi            |
| Ancona - Pesaro - Macerata - Ascoli Piceno    | Partito Comunista Italiano                       | Luciano Barca                   |
| Ancona - Pesaro - Macerata - Ascoli Piceno    | Partito Comunista Italiano                       | Renato Bastianelli              |
| Ancona - Pesaro - Macerata - Ascoli Piceno    | Partito Comunista Italiano                       | Gianfilippo Benedetti           |
| Ancona - Pesaro - Macerata - Ascoli Piceno    | Partito Comunista Italiano                       | Giuliano De Laurentiis          |
| Ancona - Pesaro - Macerata - Ascoli Piceno    | Partito Comunista Italiano                       | Domenico Valori                 |
| Ancona - Pesaro - Macerata - Ascoli Piceno    | Partito Comunista Italiano                       | Emidio Bruni                    |
| Ancona - Pesaro - Macerata - Ascoli Piceno    | PSI-PSDI Unificati                               | Flavio Orlandi                  |
| Ancona - Pesaro - Macerata - Ascoli Piceno    | PSI-PSDI Unificati                               | Achille Corona                  |
| Ancona - Pesaro - Macerata - Ascoli Piceno    | Partito Socialista Italiano di Unità Proletaria  | Giangiacomo Lattanzi            |
| Ancona - Pesaro - Macerata - Ascoli Piceno    | Partito Repubblicano Italiano                    | Oronzo Reale                    |
| Perugia - Terni - Rieti                       | Partito Comunista Italiano                       | Pietro Ingrao                   |
| Perugia - Terni - Rieti                       | Partito Comunista Italiano                       | Alberto Guidi                   |
| Perugia - Terni - Rieti                       | Partito Comunista Italiano                       | Lodovico Maschiella             |
| Perugia - Terni - Rieti                       | Partito Comunista Italiano                       | Alfio Caponi                    |
| Perugia - Terni - Rieti                       | Partito Comunista Italiano                       | Franco Coccia                   |
| Perugia - Terni - Rieti                       | Democrazia Cristiana                             | Franco Maria Malfatti           |
| Perugia - Terni - Rieti                       | Democrazia Cristiana                             | Filippo Micheli                 |
| Perugia - Terni - Rieti                       | Democrazia Cristiana                             | Luciano Radi                    |
| Perugia - Terni - Rieti                       | Democrazia Cristiana                             | Giorgio Spitella                |
| Perugia - Terni - Rieti                       | PSI-PSDI Unificati                               | Pietro Longo                    |
| Perugia - Terni - Rieti                       | PSI-PSDI Unificati                               | Antonio Brizioli                |
| Perugia - Terni - Rieti                       | Movimento Sociale Italiano                       | Stefano Menicacci               |
| Perugia - Terni - Rieti                       | Partito Socialista Italiano di Unità Proletaria  | Vittorio Cecati                 |
| Roma - Viterbo - Latina - Frosinone           | Democrazia Cristiana                             | Giulio Andreotti                |
| Roma - Viterbo - Latina - Frosinone           | Democrazia Cristiana                             | Paolo Bonomi                    |
| Roma - Viterbo - Latina - Frosinone           | Democrazia Cristiana                             | Bruno Storti                    |
| Roma - Viterbo - Latina - Frosinone           | Democrazia Cristiana                             | Giovanni Galloni                |
| Roma - Viterbo - Latina - Frosinone           | Democrazia Cristiana                             | Agostino Greggi                 |
| Roma - Viterbo - Latina - Frosinone           | Democrazia Cristiana                             | Attilio Iozzelli                |
| Roma - Viterbo - Latina - Frosinone           | Democrazia Cristiana                             | Vittorio Cervone                |
| Roma - Viterbo - Latina - Frosinone           | Democrazia Cristiana                             | Marcello Simonacci              |
| Roma - Viterbo - Latina - Frosinone           | Democrazia Cristiana                             | Clelio Darida                   |
| Roma - Viterbo - Latina - Frosinone           | Democrazia Cristiana                             | Maria Badaloni                  |
| Roma - Viterbo - Latina - Frosinone           | Democrazia Cristiana                             | Franco Evangelisti              |
| Roma - Viterbo - Latina - Frosinone           | Democrazia Cristiana                             | Ennio Palmitessa                |
| Roma - Viterbo - Latina - Frosinone           | Democrazia Cristiana                             | Carlo Felici                    |
| Roma - Viterbo - Latina - Frosinone           | Democrazia Cristiana                             | Guido Bernardi                  |
| Roma - Viterbo - Latina - Frosinone           | Democrazia Cristiana                             | Bartolo Ciccardini              |
| Roma - Viterbo - Latina - Frosinone           | Democrazia Cristiana                             | Cesare Augusto Fanelli          |
| Roma - Viterbo - Latina - Frosinone           | Democrazia Cristiana                             | Erminio Pennacchini             |
| Roma - Viterbo - Latina - Frosinone           | Partito Comunista Italiano                       | Enrico Berlinguer               |
| Roma - Viterbo - Latina - Frosinone           | Partito Comunista Italiano                       | Aldo Natoli                     |
| Roma - Viterbo - Latina - Frosinone           | Partito Comunista Italiano                       | Tullio Pietrobono               |
| Roma - Viterbo - Latina - Frosinone           | Partito Comunista Italiano                       | Aldo D'Alessio                  |
| Roma - Viterbo - Latina - Frosinone           | Partito Comunista Italiano                       | Gabriele Giannantoni            |
| Roma - Viterbo - Latina - Frosinone           | Partito Comunista Italiano                       | Gino Cesaroni                   |
| Roma - Viterbo - Latina - Frosinone           | Partito Comunista Italiano                       | Leto Morvidi                    |
| Roma - Viterbo - Latina - Frosinone           | Partito Comunista Italiano                       | Claudio Cianca                  |
| Roma - Viterbo - Latina - Frosinone           | Partito Comunista Italiano                       | Angelo La Bella                 |
| Roma - Viterbo - Latina - Frosinone           | Partito Comunista Italiano                       | Franco Luberti                  |
| Roma - Viterbo - Latina - Frosinone           | Partito Comunista Italiano                       | Franco Assante                  |
| Roma - Viterbo - Latina - Frosinone           | Partito Comunista Italiano                       | Mario Pochetti                  |
| Roma - Viterbo - Latina - Frosinone           | Partito Comunista Italiano                       | Antonello Trombadori            |
| Roma - Viterbo - Latina - Frosinone           | PSI-PSDI Unificati                               | Mario Tanassi                   |
| Roma - Viterbo - Latina - Frosinone           | PSI-PSDI Unificati                               | Bruno Sargentini                |
| Roma - Viterbo - Latina - Frosinone           | PSI-PSDI Unificati                               | Mario Zagari                    |
| Roma - Viterbo - Latina - Frosinone           | PSI-PSDI Unificati                               | Giuliano Vassalli               |
| Roma - Viterbo - Latina - Frosinone           | PSI-PSDI Unificati                               | Nevo Querci                     |
| Roma - Viterbo - Latina - Frosinone           | PSI-PSDI Unificati                               | Aldo Venturini                  |
| Roma - Viterbo - Latina - Frosinone           | Movimento Sociale Italiano                       | Arturo Michelini                |
| Roma - Viterbo - Latina - Frosinone           | Movimento Sociale Italiano                       | Giorgio Almirante               |
| Roma - Viterbo - Latina - Frosinone           | Movimento Sociale Italiano                       | Giulio Caradonna                |
| Roma - Viterbo - Latina - Frosinone           | Movimento Sociale Italiano                       | Luigi Turchi                    |
| Roma - Viterbo - Latina - Frosinone           | Partito Liberale Italiano                        | Aldo Bozzi                      |
| Roma - Viterbo - Latina - Frosinone           | Partito Liberale Italiano                        | Ottorino Monaco                 |
| Roma - Viterbo - Latina - Frosinone           | Partito Liberale Italiano                        | Roberto Cantalupo               |
| Roma - Viterbo - Latina - Frosinone           | Partito Liberale Italiano                        | Giuseppe Alessandrini           |
| Roma - Viterbo - Latina - Frosinone           | Partito Socialista Italiano di Unità Proletaria  | Tullio Vecchietti               |
| Roma - Viterbo - Latina - Frosinone           | Partito Repubblicano Italiano                    | Oscar Mammì                     |
| Roma - Viterbo - Latina - Frosinone           | Partito Democratico Italiano di Unità Monarchica | Giovanni De Lorenzo             |
| L'Aquila - Pescara - Chieti - Teramo          | Democrazia Cristiana                             | Remo Gaspari                    |
| L'Aquila - Pescara - Chieti - Teramo          | Democrazia Cristiana                             | Lorenzo Natali                  |
| L'Aquila - Pescara - Chieti - Teramo          | Democrazia Cristiana                             | Carlo Bottari                   |
| L'Aquila - Pescara - Chieti - Teramo          | Democrazia Cristiana                             | Tommaso Sorgi                   |
| L'Aquila - Pescara - Chieti - Teramo          | Democrazia Cristiana                             | Antonio Mancini                 |
| L'Aquila - Pescara - Chieti - Teramo          | Democrazia Cristiana                             | Antonio Del Duca                |
| L'Aquila - Pescara - Chieti - Teramo          | Democrazia Cristiana                             | Natalino Di Giannantonio        |
| L'Aquila - Pescara - Chieti - Teramo          | Democrazia Cristiana                             | Giuseppe Fracassi               |
| L'Aquila - Pescara - Chieti - Teramo          | Partito Comunista Italiano                       | Attilio Esposto                 |
| L'Aquila - Pescara - Chieti - Teramo          | Partito Comunista Italiano                       | Ado Guido Di Mauro              |
| L'Aquila - Pescara - Chieti - Teramo          | Partito Comunista Italiano                       | Vinicio Scipioni                |
| L'Aquila - Pescara - Chieti - Teramo          | Partito Comunista Italiano                       | Eude Cicerone                   |
| L'Aquila - Pescara - Chieti - Teramo          | PSI-PSDI Unificati                               | Nello Mariani                   |
| L'Aquila - Pescara - Chieti - Teramo          | PSI-PSDI Unificati                               | Raffaele Di Primio              |
| L'Aquila - Pescara - Chieti - Teramo          | Movimento Sociale Italiano                       | Raffaele Delfino                |
| Campobasso                                    | Democrazia Cristiana                             | Giacomo Sedati                  |
| Campobasso                                    | Democrazia Cristiana                             | Bruno Vecchiarelli              |
| Campobasso                                    | Democrazia Cristiana                             | Eny Nicola Di Lisa              |
| Campobasso                                    | Partito Comunista Italiano                       | Giulio Tedeschi                 |
| Campobasso                                    | Partito Socialista Italiano                      | Tomaso Palmiotti                |
| Napoli - Caserta                              | Democrazia Cristiana                             | Manfredi Bosco                  |
| Napoli - Caserta                              | Democrazia Cristiana                             | Paolo Barbi                     |
| Napoli - Caserta                              | Democrazia Cristiana                             | Arcangelo Lobianco              |
| Napoli - Caserta                              | Democrazia Cristiana                             | Crescenzo Mazza                 |
| Napoli - Caserta                              | Democrazia Cristiana                             | Francesco Napolitano            |
| Napoli - Caserta                              | Democrazia Cristiana                             | Vincenzo Scotti                 |
| Napoli - Caserta                              | Democrazia Cristiana                             | Elio Rosati                     |
| Napoli - Caserta                              | Democrazia Cristiana                             | Vincenzo Mancini                |
| Napoli - Caserta                              | Democrazia Cristiana                             | Giuseppe Cortese                |
| Napoli - Caserta                              | Democrazia Cristiana                             | Stefano Riccio                  |
| Napoli - Caserta                              | Democrazia Cristiana                             | Mauro Ianniello                 |
| Napoli - Caserta                              | Democrazia Cristiana                             | Raffaele Allocca                |
| Napoli - Caserta                              | Democrazia Cristiana                             | Nicola Foschini                 |
| Napoli - Caserta                              | Democrazia Cristiana                             | Giovanni D'Antonio              |
| Napoli - Caserta                              | Democrazia Cristiana                             | Vittorio De Stasio              |
| Napoli - Caserta                              | Partito Comunista Italiano                       | Giorgio Amendola                |
| Napoli - Caserta                              | Partito Comunista Italiano                       | Massimo Caprara                 |
| Napoli - Caserta                              | Partito Comunista Italiano                       | Giorgio Napolitano              |
| Napoli - Caserta                              | Partito Comunista Italiano                       | Liberato Bronzuto               |
| Napoli - Caserta                              | Partito Comunista Italiano                       | Vincenzo Raucci                 |
| Napoli - Caserta                              | Partito Comunista Italiano                       | Angelo Maria Jacazzi            |
| Napoli - Caserta                              | Partito Comunista Italiano                       | Antonio D'Auria                 |
| Napoli - Caserta                              | Partito Comunista Italiano                       | Luigi D'Angelo                  |
| Napoli - Caserta                              | Partito Comunista Italiano                       | Maria Antonietta Macciocchi     |
| Napoli - Caserta                              | Partito Comunista Italiano                       | Giovanni Dello Jacovo           |
| Napoli - Caserta                              | PSI-PSDI Unificati                               | Francesco De Martino            |
| Napoli - Caserta                              | PSI-PSDI Unificati                               | Raffaele Di Nardo               |
| Napoli - Caserta                              | PSI-PSDI Unificati                               | Alberto Ciampaglia              |
| Napoli - Caserta                              | PSI-PSDI Unificati                               | Antonio Caldoro                 |
| Napoli - Caserta                              | PSI-PSDI Unificati                               | Pietro Lezzi                    |
| Napoli - Caserta                              | Movimento Sociale Italiano                       | Giovanni Roberti                |
| Napoli - Caserta                              | Movimento Sociale Italiano                       | Ferdinando Di Nardo             |
| Napoli - Caserta                              | Movimento Sociale Italiano                       | Gennaro Alfano                  |
| Napoli - Caserta                              | Partito Democratico Italiano di Unità Monarchica | Gioacchino Lauro                |
| Napoli - Caserta                              | Partito Democratico Italiano di Unità Monarchica | Giovanni Casola                 |
| Napoli - Caserta                              | Partito Liberale Italiano                        | Ferruccio De Lorenzo            |
| Napoli - Caserta                              | Partito Socialista Italiano di Unità Proletaria  | Giuseppe Avolio                 |
| Napoli - Caserta                              | Partito Repubblicano Italiano                    | Francesco Compagna              |
| Benevento - Avellino - Salerno                | Democrazia Cristiana                             | Fiorentino Sullo                |
| Benevento - Avellino - Salerno                | Democrazia Cristiana                             | Mario Vetrone                   |
| Benevento - Avellino - Salerno                | Democrazia Cristiana                             | Vincenzo Scarlato               |
| Benevento - Avellino - Salerno                | Democrazia Cristiana                             | Bernardo D'Arezzo               |
| Benevento - Avellino - Salerno                | Democrazia Cristiana                             | Ciriaco De Mita                 |
| Benevento - Avellino - Salerno                | Democrazia Cristiana                             | Mario Valiante                  |
| Benevento - Avellino - Salerno                | Democrazia Cristiana                             | Gerardo Bianco                  |
| Benevento - Avellino - Salerno                | Democrazia Cristiana                             | Nicola Lettieri                 |
| Benevento - Avellino - Salerno                | Democrazia Cristiana                             | Francesco Amodio                |
| Benevento - Avellino - Salerno                | Democrazia Cristiana                             | Domenico Pica                   |
| Benevento - Avellino - Salerno                | Partito Comunista Italiano                       | Pietro Amendola                 |
| Benevento - Avellino - Salerno                | Partito Comunista Italiano                       | Gaetano Di Marino               |
| Benevento - Avellino - Salerno                | Partito Comunista Italiano                       | Tommaso Biamonte                |
| Benevento - Avellino - Salerno                | Partito Comunista Italiano                       | Stefano Vetrano                 |
| Benevento - Avellino - Salerno                | PSI-PSDI Unificati                               | Luigi Angrisani                 |
| Benevento - Avellino - Salerno                | PSI-PSDI Unificati                               | Enrico Quaranta                 |
| Benevento - Avellino - Salerno                | PSI-PSDI Unificati                               | Lucio Mariano Brandi            |
| Benevento - Avellino - Salerno                | Movimento Sociale Italiano                       | Antonio Guarra                  |
| Benevento - Avellino - Salerno                | Partito Liberale Italiano                        | Gennaro Papa                    |
| Benevento - Avellino - Salerno                | Partito Socialista Italiano di Unità Proletaria  | Francesco Cacciatore            |
| Benevento - Avellino - Salerno                | Partito Democratico Italiano di Unità Monarchica | Alfredo Covelli                 |
| Bari - Foggia                                 | Democrazia Cristiana                             | Aldo Moro                       |
| Bari - Foggia                                 | Democrazia Cristiana                             | Vito Lattanzio                  |
| Bari - Foggia                                 | Democrazia Cristiana                             | Vincenzo Russo                  |
| Bari - Foggia                                 | Democrazia Cristiana                             | Gustavo De Meo                  |
| Bari - Foggia                                 | Democrazia Cristiana                             | Donato De Leonardis             |
| Bari - Foggia                                 | Democrazia Cristiana                             | Renato Dell'Andro               |
| Bari - Foggia                                 | Democrazia Cristiana                             | Stefano Cavaliere               |
| Bari - Foggia                                 | Democrazia Cristiana                             | Antonio Laforgia                |
| Bari - Foggia                                 | Democrazia Cristiana                             | Vincenzo Squicciarini           |
| Bari - Foggia                                 | Democrazia Cristiana                             | Natale Pisicchio                |
| Bari - Foggia                                 | Democrazia Cristiana                             | Michele Scianatico              |
| Bari - Foggia                                 | Partito Comunista Italiano                       | Michele Pistillo                |
| Bari - Foggia                                 | Partito Comunista Italiano                       | Renato Scionti                  |
| Bari - Foggia                                 | Partito Comunista Italiano                       | Mario Giannini                  |
| Bari - Foggia                                 | Partito Comunista Italiano                       | Domenico Borraccino             |
| Bari - Foggia                                 | Partito Comunista Italiano                       | Giuseppe Gramegna               |
| Bari - Foggia                                 | Partito Comunista Italiano                       | Pasquale Specchio               |
| Bari - Foggia                                 | Partito Comunista Italiano                       | Raffaele Mascolo                |
| Bari - Foggia                                 | PSI-PSDI Unificati                               | Giuseppe Di Vagno               |
| Bari - Foggia                                 | PSI-PSDI Unificati                               | Michele Pellicani               |
| Bari - Foggia                                 | PSI-PSDI Unificati                               | Vito Vittorio Lenoci            |
| Bari - Foggia                                 | Movimento Sociale Italiano                       | Ernesto De Marzio               |
| Bari - Foggia                                 | Partito Liberale Italiano                        | Manlio Livio Cassandro          |
| Lecce - Brindisi - Taranto                    | Democrazia Cristiana                             | Italo Giulio Caiati             |
| Lecce - Brindisi - Taranto                    | Democrazia Cristiana                             | Giacinto Urso                   |
| Lecce - Brindisi - Taranto                    | Democrazia Cristiana                             | Beniamino De Maria              |
| Lecce - Brindisi - Taranto                    | Democrazia Cristiana                             | Antonio Mario Mazzarrino        |
| Lecce - Brindisi - Taranto                    | Democrazia Cristiana                             | Francesco Rausa                 |
| Lecce - Brindisi - Taranto                    | Democrazia Cristiana                             | Gabriele Semeraro               |
| Lecce - Brindisi - Taranto                    | Democrazia Cristiana                             | Carlo Scarascia Mugnozza        |
| Lecce - Brindisi - Taranto                    | Democrazia Cristiana                             | Ippazio Imperiale               |
| Lecce - Brindisi - Taranto                    | Democrazia Cristiana                             | Giuseppe Caroli                 |
| Lecce - Brindisi - Taranto                    | Partito Comunista Italiano                       | Alfredo Reichlin                |
| Lecce - Brindisi - Taranto                    | Partito Comunista Italiano                       | Nino D'Ippolito                 |
| Lecce - Brindisi - Taranto                    | Partito Comunista Italiano                       | Mario Foscarini                 |
| Lecce - Brindisi - Taranto                    | Partito Comunista Italiano                       | Armando Monasterio              |
| Lecce - Brindisi - Taranto                    | Partito Comunista Italiano                       | Pasquale Pascariello            |
| Lecce - Brindisi - Taranto                    | PSI-PSDI Unificati                               | Mario Marino Guadalupi          |
| Lecce - Brindisi - Taranto                    | PSI-PSDI Unificati                               | Amleto Monsellato               |
| Lecce - Brindisi - Taranto                    | Movimento Sociale Italiano                       | Clemente Manco                  |
| Lecce - Brindisi - Taranto                    | Movimento Sociale Italiano                       | Pietro Sponziello               |
| Lecce - Brindisi - Taranto                    | Partito Liberale Italiano                        | Ennio Bonea                     |
| Potenza - Matera                              | Democrazia Cristiana                             | Emilio Colombo                  |
| Potenza - Matera                              | Democrazia Cristiana                             | Michele Tantalo                 |
| Potenza - Matera                              | Democrazia Cristiana                             | Claudio Merenda                 |
| Potenza - Matera                              | Democrazia Cristiana                             | Raffaello Lospinoso Severini    |
| Potenza - Matera                              | Democrazia Cristiana                             | Michele Marotta                 |
| Potenza - Matera                              | Partito Comunista Italiano                       | Donato Scutari                  |
| Potenza - Matera                              | Partito Comunista Italiano                       | Nicola Cataldo                  |
| Potenza - Matera                              | PSI-PSDI Unificati                               | Elvio Salvatore                 |
| Catanzaro - Cosenza - Reggio Calabria         | Democrazia Cristiana                             | Dario Antoniozzi                |
| Catanzaro - Cosenza - Reggio Calabria         | Democrazia Cristiana                             | Ernesto Pucci                   |
| Catanzaro - Cosenza - Reggio Calabria         | Democrazia Cristiana                             | Riccardo Misasi                 |
| Catanzaro - Cosenza - Reggio Calabria         | Democrazia Cristiana                             | Guglielmo Nucci                 |
| Catanzaro - Cosenza - Reggio Calabria         | Democrazia Cristiana                             | Salvatore Foderaro              |
| Catanzaro - Cosenza - Reggio Calabria         | Democrazia Cristiana                             | Pietro Buffone                  |
| Catanzaro - Cosenza - Reggio Calabria         | Democrazia Cristiana                             | Francesco Bova                  |
| Catanzaro - Cosenza - Reggio Calabria         | Democrazia Cristiana                             | Giuseppe Reale                  |
| Catanzaro - Cosenza - Reggio Calabria         | Democrazia Cristiana                             | Antonino Spinelli               |
| Catanzaro - Cosenza - Reggio Calabria         | Democrazia Cristiana                             | Sebastiano Vincelli             |
| Catanzaro - Cosenza - Reggio Calabria         | Democrazia Cristiana                             | Antonino Senese                 |
| Catanzaro - Cosenza - Reggio Calabria         | Partito Comunista Italiano                       | Fausto Gullo                    |
| Catanzaro - Cosenza - Reggio Calabria         | Partito Comunista Italiano                       | Giovanni Lamanna                |
| Catanzaro - Cosenza - Reggio Calabria         | Partito Comunista Italiano                       | Adolfo Fiumanò                  |
| Catanzaro - Cosenza - Reggio Calabria         | Partito Comunista Italiano                       | Gennaro Miceli                  |
| Catanzaro - Cosenza - Reggio Calabria         | Partito Comunista Italiano                       | Girolamo Tripodi                |
| Catanzaro - Cosenza - Reggio Calabria         | Partito Comunista Italiano                       | Epifanio Cataldo Giudiceandrea  |
| Catanzaro - Cosenza - Reggio Calabria         | PSI-PSDI Unificati                               | Giacomo Mancini                 |
| Catanzaro - Cosenza - Reggio Calabria         | PSI-PSDI Unificati                               | Francesco Principe              |
| Catanzaro - Cosenza - Reggio Calabria         | PSI-PSDI Unificati                               | Ugo Napoli                      |
| Catanzaro - Cosenza - Reggio Calabria         | PSI-PSDI Unificati                               | Gaetano Cingari                 |
| Catanzaro - Cosenza - Reggio Calabria         | PSI-PSDI Unificati                               | Salvatore Frasca                |
| Catanzaro - Cosenza - Reggio Calabria         | Movimento Sociale Italiano                       | Antonino Tripodi                |
| Catanzaro - Cosenza - Reggio Calabria         | Partito Socialista Italiano di Unità Proletaria  | Rocco Minasi                    |
| Catanzaro - Cosenza - Reggio Calabria         | Partito Liberale Italiano                        | Antonio Capua                   |
| Catanzaro - Cosenza - Reggio Calabria         | Partito Repubblicano Italiano                    | Emanuele Terrana                |
| Catania - Messina - Siracusa - Ragusa - Enna  | Democrazia Cristiana                             | Vito Scalia                     |
| Catania - Messina - Siracusa - Ragusa - Enna  | Democrazia Cristiana                             | Antonino Drago                  |
| Catania - Messina - Siracusa - Ragusa - Enna  | Democrazia Cristiana                             | Antonino Pietro Gullotti        |
| Catania - Messina - Siracusa - Ragusa - Enna  | Democrazia Cristiana                             | Vincenzo Pavone                 |
| Catania - Messina - Siracusa - Ragusa - Enna  | Democrazia Cristiana                             | Domenico Magrì                  |
| Catania - Messina - Siracusa - Ragusa - Enna  | Democrazia Cristiana                             | Niccolò Grassi Bertazzi         |
| Catania - Messina - Siracusa - Ragusa - Enna  | Democrazia Cristiana                             | Francesco Turnaturi             |
| Catania - Messina - Siracusa - Ragusa - Enna  | Democrazia Cristiana                             | Giuseppe Azzaro                 |
| Catania - Messina - Siracusa - Ragusa - Enna  | Democrazia Cristiana                             | Enrico Spadola                  |
| Catania - Messina - Siracusa - Ragusa - Enna  | Democrazia Cristiana                             | Marcello Sgarlata               |
| Catania - Messina - Siracusa - Ragusa - Enna  | Democrazia Cristiana                             | Giuseppe Gerbino                |
| Catania - Messina - Siracusa - Ragusa - Enna  | Democrazia Cristiana                             | Corrado Terranova               |
| Catania - Messina - Siracusa - Ragusa - Enna  | Democrazia Cristiana                             | Salvatore Barberi               |
| Catania - Messina - Siracusa - Ragusa - Enna  | Partito Comunista Italiano                       | Emanuele Macaluso               |
| Catania - Messina - Siracusa - Ragusa - Enna  | Partito Comunista Italiano                       | Giuseppe Guglielmino            |
| Catania - Messina - Siracusa - Ragusa - Enna  | Partito Comunista Italiano                       | Emanuele Tuccari                |
| Catania - Messina - Siracusa - Ragusa - Enna  | Partito Comunista Italiano                       | Giovambattista Grimaldi         |
| Catania - Messina - Siracusa - Ragusa - Enna  | Partito Comunista Italiano                       | Francesco Pezzino               |
| Catania - Messina - Siracusa - Ragusa - Enna  | Partito Comunista Italiano                       | Antonino Piscitello             |
| Catania - Messina - Siracusa - Ragusa - Enna  | Partito Comunista Italiano                       | Filippo Traina                  |
| Catania - Messina - Siracusa - Ragusa - Enna  | PSI-PSDI Unificati                               | Giuseppe Lupis                  |
| Catania - Messina - Siracusa - Ragusa - Enna  | PSI-PSDI Unificati                               | Armando Cascio                  |
| Catania - Messina - Siracusa - Ragusa - Enna  | PSI-PSDI Unificati                               | Corrado Scardavilla             |
| Catania - Messina - Siracusa - Ragusa - Enna  | Movimento Sociale Italiano                       | Saverio D'Aquino                |
| Catania - Messina - Siracusa - Ragusa - Enna  | Movimento Sociale Italiano                       | Orazio Santagati                |
| Catania - Messina - Siracusa - Ragusa - Enna  | Partito Liberale Italiano                        | Antonio Mazzarino               |
| Catania - Messina - Siracusa - Ragusa - Enna  | Partito Liberale Italiano                        | Sebastiano Fulci                |
| Catania - Messina - Siracusa - Ragusa - Enna  | Partito Socialista Italiano di Unità Proletaria  | Vincenzo Gatto                  |
| Catania - Messina - Siracusa - Ragusa - Enna  | Partito Repubblicano Italiano                    | Ugo La Malfa                    |
| Palermo - Trapani - Agrigento - Caltanissetta | Democrazia Cristiana                             | Franco Restivo                  |
| Palermo - Trapani - Agrigento - Caltanissetta | Democrazia Cristiana                             | Salvo Lima                      |
| Palermo - Trapani - Agrigento - Caltanissetta | Democrazia Cristiana                             | Calogero Volpe                  |
| Palermo - Trapani - Agrigento - Caltanissetta | Democrazia Cristiana                             | Giovanni Gioia                  |
| Palermo - Trapani - Agrigento - Caltanissetta | Democrazia Cristiana                             | Luigi Giglia                    |
| Palermo - Trapani - Agrigento - Caltanissetta | Democrazia Cristiana                             | Giuseppe Sinesio                |
| Palermo - Trapani - Agrigento - Caltanissetta | Democrazia Cristiana                             | Bernardo Mattarella             |
| Palermo - Trapani - Agrigento - Caltanissetta | Democrazia Cristiana                             | Ferdinando Russo                |
| Palermo - Trapani - Agrigento - Caltanissetta | Democrazia Cristiana                             | Giuseppe La Loggia              |
| Palermo - Trapani - Agrigento - Caltanissetta | Democrazia Cristiana                             | Giuseppe Alessi                 |
| Palermo - Trapani - Agrigento - Caltanissetta | Democrazia Cristiana                             | Gaetano Di Leo                  |
| Palermo - Trapani - Agrigento - Caltanissetta | Democrazia Cristiana                             | Attilio Ruffini                 |
| Palermo - Trapani - Agrigento - Caltanissetta | Partito Comunista Italiano                       | Francesco Taormina              |
| Palermo - Trapani - Agrigento - Caltanissetta | Partito Comunista Italiano                       | Salvatore Di Benedetto          |
| Palermo - Trapani - Agrigento - Caltanissetta | Partito Comunista Italiano                       | Giuseppe Pellegrino             |
| Palermo - Trapani - Agrigento - Caltanissetta | Partito Comunista Italiano                       | Alessandro Ferretti             |
| Palermo - Trapani - Agrigento - Caltanissetta | Partito Comunista Italiano                       | Napoleone Colajanni             |
| Palermo - Trapani - Agrigento - Caltanissetta | Partito Comunista Italiano                       | Giuseppe Granata                |
| Palermo - Trapani - Agrigento - Caltanissetta | Partito Comunista Italiano                       | Giuseppe Speciale               |
| Palermo - Trapani - Agrigento - Caltanissetta | PSI-PSDI Unificati                               | Salvatore Lauricella            |
| Palermo - Trapani - Agrigento - Caltanissetta | PSI-PSDI Unificati                               | Giovanni Musotto                |
| Palermo - Trapani - Agrigento - Caltanissetta | PSI-PSDI Unificati                               | Vito Cusumano                   |
| Palermo - Trapani - Agrigento - Caltanissetta | Movimento Sociale Italiano                       | Edoardo Marino                  |
| Palermo - Trapani - Agrigento - Caltanissetta | Movimento Sociale Italiano                       | Angelo Nicosia                  |
| Palermo - Trapani - Agrigento - Caltanissetta | Partito Repubblicano Italiano                    | Antonio Montanti                |
| Palermo - Trapani - Agrigento - Caltanissetta | Partito Repubblicano Italiano                    | Aristide Gunnella               |
| Palermo - Trapani - Agrigento - Caltanissetta | Partito Socialista Italiano di Unità Proletaria  | Italo Mazzola                   |
| Palermo - Trapani - Agrigento - Caltanissetta | Partito Liberale Italiano                        | Benedetto Cottone               |
| Palermo - Trapani - Agrigento - Caltanissetta | Partito Democratico Italiano di Unità Monarchica | Antonino Cuttitta               |
| Cagliari - Sassari - Nuoro - Oristano         | Democrazia Cristiana                             | Francesco Cossiga               |
| Cagliari - Sassari - Nuoro - Oristano         | Democrazia Cristiana                             | Mariano Pintus                  |
| Cagliari - Sassari - Nuoro - Oristano         | Democrazia Cristiana                             | Gianuario Carta                 |
| Cagliari - Sassari - Nuoro - Oristano         | Democrazia Cristiana                             | Lorenzo Isgrò                   |
| Cagliari - Sassari - Nuoro - Oristano         | Democrazia Cristiana                             | Carlo Molè                      |
| Cagliari - Sassari - Nuoro - Oristano         | Democrazia Cristiana                             | Giovanni Battista Pitzalis      |
| Cagliari - Sassari - Nuoro - Oristano         | Democrazia Cristiana                             | Maria Giulia Cocco              |
| Cagliari - Sassari - Nuoro - Oristano         | Democrazia Cristiana                             | Neri Marraccini                 |
| Cagliari - Sassari - Nuoro - Oristano         | Partito Comunista Italiano                       | Umberto Cardia                  |
| Cagliari - Sassari - Nuoro - Oristano         | Partito Comunista Italiano                       | Luigi Marras                    |
| Cagliari - Sassari - Nuoro - Oristano         | Partito Comunista Italiano                       | Luigi Pintor                    |
| Cagliari - Sassari - Nuoro - Oristano         | Partito Comunista Italiano                       | Ignazio Pirastu                 |
| Cagliari - Sassari - Nuoro - Oristano         | Partito Comunista Italiano                       | Sergio Morgana                  |
| Cagliari - Sassari - Nuoro - Oristano         | PSI-PSDI Unificati                               | Giuseppe Tocco                  |
| Cagliari - Sassari - Nuoro - Oristano         | PSI-PSDI Unificati                               | Salvatore Cottoni               |
| Cagliari - Sassari - Nuoro - Oristano         | Partito Socialista Italiano di Unità Proletaria  | Carlo Sanna                     |
| Cagliari - Sassari - Nuoro - Oristano         | Partito Liberale Italiano                        | Francesco Cocco Ortu            |
| Cagliari - Sassari - Nuoro - Oristano         | Movimento Sociale Italiano                       | Alfredo Pazzaglia               |
| Cagliari - Sassari - Nuoro - Oristano         | Partito Democratico Italiano di Unità Monarchica | Raimondo Milia                  |
| Valle d'Aosta                                 | Democrazia Cristiana                             | Germano Ollietti                |
| Trieste                                       | Democrazia Cristiana                             | Corrado Belci                   |
| Trieste                                       | Democrazia Cristiana                             | Giacomo Bologna                 |
| Trieste                                       | Partito Comunista Italiano                       | Albino Skerk                    |